# Rayotte de Nommay
Rayotte de Nommay  est le nom d'un cultivar de pommier domestique.

## Synonymes
- Rayotte.
- Château[1].

## Origine
Rayotte de Nommay est très cultivée dans le village de Nommay dont elle a gardé le nom. 
Cette variété est un clone clair de la variété Gibeaume de Haute-Saône. Dans la Vallée du Rupt (région de Bart), il existe un autre clone de cette variété nettement plus coloré de rouge ...appelé Rougeotte. 
Ces pommes sont de taille moyenne à petite. Elles ont fait l'objet d'un commerce important au marché d'Audincourt dans les années 1900.

## Le fruit
Ces pommes possèdent une peau résistante, peu sensible à la tavelure.
Ce sont d'excellentes pommes à couteau mais aussi à jus.
Appréciation : se cuisine bien, excellente en tarte et cuite au four.

## Arbre
Résiste bien aux maladies et aux parasites.

## Culture
Haute tige, arbre érigé avec ramure fine de vigueur moyenne. Fertilité bonne sans alternance.